# قائمة عمليات الهروب الفلسطينية من السجون الإسرائيلية
قائمة عمليات الهروب الفلسطينية من السجون الإسرائيلية شهد التاريخ الفلسطيني مع إسرائيل العديد من المحاولات الفلسطينية للهروب من السجون الإسرائيلية، ويوجد في إسرائيل العديد من السجون شديدة الحراسة والمخصصة للشعب الفلسطيني.

## القائمة حسب العقد

### عقد 1950 - 1960
- سجن شطة 1958: بتاريخ 31 يوليو 1958، سجّل سجن "شطة" شمالي الأغوار، أكبر عملية هروب من السجون الإسرائيلية". حيثُ خاض نحو 190 أسيرا فلسطينيا مواجهة مع سجانيهم، وسيطروا على عدد منهم، فاستشهد 11 أسيرا، وقُتل سجانان إسرائيليان، ونجح آنذاك 77 أسيرا بالهرب.
- الأسير حمزة يونس: تمكّن الفلسطيني حمزة يونس من قرية «عارة» جنوب حيفا، من الفرار من اعتقاله ثلاث مرات.

1. من سجن عسقلان في 17 أبريل 1964.
2. من المستشفى عام 1967.
3. من سجن الرملة عام 1971.

- سجن رام الله 1969: تمكن محمود عبد الله حمّاد، من قرية سلواد شمال شرق رام الله، من الهروب خلال نقله من سجن إلى آخر في نوفمبر 1969، وظل مطاردا لتسعة أشهر قبل أن ينتقل إلى الأردن.

### عقد 1980 - 1990
- هروب من المحكمة 1983: تمكن ناصر عيسى حامد من قرية سلواد، من الهروب من محكمة الاحتلال برام الله في 27 يناير 1983، لكنه اضطر لتسليم نفسه بعد أيام من المطاردة.
- الهروب الكبير من سجن غزة 1987: في 17 مايو عام 1987، وقع الهروب الكبير من سجن غزة، بعد قص قضبان نافذة المرحاض. وكان العقل المدبر للهروب هو الشهيد والأسير السابق مصباح الصوري المولود في مخيم المغازي في قطاع غزّة عام 1954، والذي سبق وحاول الهروب سجن بئر السّبع أكثرَ من مرة. إلى جانب الصوري كان أيضا: صالح اشتيوي، وسامي الشيخ خليل، ومحمد الجمل، وعماد الصفطاوي، وخالد صالح.

وتمكن الصوري من الاختفاء 4 أشهر، لكنه استشهد في اشتباك مع قوات الاحتلال، ثم استشهد محمد الجمل وسامي الشيخ خليل بعد أشهر، واعتقل صالح اشتيوي بعد 7 أيام من الهرب، في حين تمكن عماد الصفطاوي، وخالد صالح من مغادرة غزة.
- سجن نفحة عام 1987: تمكن الأسير خليل مسعود الراعي من حيّ الزيتون بغزة، مع رفيقيه شوقي أبو نصيرة وكمال عبد النبي، في الهروب من سجن نفحة، لكن أعيد اعتقالهم بعد ثمانية أيام خلال محاولتهم المغادرة إلى مصر.
- هروب الأسير عمر النايف 1990: في 21 مايو 1990 تمكن الأسير عمر النايف، وهو من مدينة جنين، من الهروب من السجن عندما نقل للعلاج في مستشفى ببيت لحم إثر إضرابه عن الطعام، وذلك بعد مضي أربع سنوات من اعتقاله. وبعد فترة وجيزة نجح في المغادرة إلى الأردن ثم إلى بلغاريا عام 1994، وهناك اغتيل داخل مبنى السفارة الفلسطينية في 26 فبراير 2016.
- سجن كفار يونا 1996: في 4 أغسطس 1996، نجح غسان مهداوي، ورفيقه توفيق الزبن في الهرب من سجن «كفار يونا» عبر نفق بطول 11 متراً، في أول هروب لأسيرٍ فلسطيني عبر نفق، وذلك بعد خلع البلاط. لكن الاحتلال أعاد اعتقال مهداوي في العام التالي، فيما اعتقل الزبن عام 2000.
- الهروب من سجن عسقلان 1996: في عام 1996، حاول 16 أسيراً الهروب عبر حفر نفق أرضي، في سجن عسقلان. وتمكن الأسرى من حفر مسافة 17 مترا تحت الأرض، لكن انسداد شبكة الصرف الصحي، أثارت شكوك إدارة السجن بوجود عملية حفر لنفق، وأجرت تفتيشا، وهو ما أفشل العملية.
- سجن شطة 1998: حاول عدد من الأسرى أبرزهم عبد الحكيم حنيني وعباس شبانة وإبراهيم شلش، الهرب عبر حفر نفق أرضي، من داخل الزنزانة، إلى خارج السجن، ونجحوا في ذلك. لكنهم فوجئوا بعد خروجهم من فترة النفق، خارج السجن، باكتشاف كلاب بوليسية لهم، حيث تم اعتقالهم مجددا.

### عقد 2010 - 2020
- سجن جلبوع 2014: في 4 أغسطس 2014، نجحت مصلحة السجون الإسرائيلية من إحباط محاولة هروب جماعية لأسرى من سجن جلبوع، بعد قيام أسرى بأعمال حفر في نفق من مرحاض إحدى الزنازين.
- سجن إيشل 2016: أحبطت مصلحة السجون الإسرائيلية محاولة أسير فلسطيني الهرب من «طاقة تهوية» بسجن «إيشل» بمدينة بئر السبع (جنوب) في 10 أكتوبر 2016.
- الهروب من سجن جلبوع 2021: حدث أمني وقع في صباح يوم 6 سبتمبر 2021، عندما تمكن ستة أسرى فلسطينيون من الهروب من سجن جلبوع، بينهم أربعة محكوم عليهم بالسجن المؤبد ومن بينهم زكريا الزبيدي ومحمود العارضة ويعقوب قادري، حيث استطاعوا الهرب من خلال نفق حُفر في زنزانة السجن.